# Schwarze Elster-Kuhlache
Koordinaten: 51° 47′ 15″ N, 12° 59′ 10″ O
Die Schwarze Elster-Kuhlache ist ein Naturschutzgebiet in der Stadt Jessen (Elster) im Landkreis Wittenberg in Sachsen-Anhalt.
Das Naturschutzgebiet mit dem Kennzeichen NSG 0188 ist 187 Hektar groß. In ihm sind die bisherigen Naturschutzgebiete „Ritterburg“ und „Kuhlache“ aufgegangen. Das Naturschutzgebiet ist teilweise Bestandteil der FFH-Gebiete „Kuhlache und Elsteraue bei Jessen“, „Gewässersystem Annaburger Heide südöstlich Jessen“ und „Schweinitzer Fließ“. Im Norden grenzt es streckenweise an das Landschaftsschutzgebiet „Arnsdorfer-Jessener-Schweinitzer Berge“. Das Gebiet steht seit 1999 unter Schutz (Datum der Verordnung: 19. Mai 1999). Zuständige untere Naturschutzbehörde ist der Landkreis Wittenberg.
Das Naturschutzgebiet liegt direkt südöstlich von Jessen (Elster). Es stellt einen Abschnitt der Niederung der Schwarzen Elster etwas unterhalb von Schweinitz bis zur die Niederung querenden Eisenbahnbrücke in Jessen (Elster) sowie die südlich der Niederung und durch einen Deich von ihr getrennte „Kuhlache“, ein Niedermoor- und Sumpfgebiet, unter Schutz. Im Osten des Naturschutzgebietes befindet sich südlich der Schwarzen Elster ein durch einen Deich von ihr getrennter Altarm.
Die Schwarze Elster durchfließt im Naturschutzgebiet eine feuchte Niederungslandschaft mit Grünland, Seggenrieden, Röhrichten und Hochstaudenfluren. Der Elster-Altarm wird vielfach von Weidengebüschen begleitet. In ihm siedeln Froschbissgesellschaften sowie Krebsscheren und Teichrosen.
Das Naturschutzgebiet ist Lebensraum des Elbebibers. Die Niederung der Schwarzen Elster beherbergt u. a. Flussregenpfeifer, Flussuferläufer, Eisvogel und Drosselrohrsänger. Der Elster-Altarm ist Lebensraum von Zwergtaucher, Knäkente, Wasserralle und Rohrweihe.